# Sindaci di Belluno
Di seguito l'elenco cronologico dei sindaci di Belluno e delle altre figure apicali equivalenti che si sono succedute nel corso della storia.

## Regno d'Italia (1866-1946)
| Periodo       | Periodo       | Primo cittadino          | Partito                     | Carica                  | Note |
| ------------- | ------------- | ------------------------ | --------------------------- | ----------------------- | ---- |
| 1866          | 1867          | Francesco Piloni         |                             | Sindaco                 | -    |
| 1867          | 1871          | Jacopo de Bertoldi       |                             | Sindaco                 | -    |
| 1871          | 1875          | Luigi Agosti             |                             | Sindaco                 | -    |
| 1875          | 1881          | Giuseppe de Manzoni      |                             | Sindaco                 | -    |
| 1881          | 1885          | Giacomo Migliorini       |                             | Sindaco                 | -    |
| 1885          | 1889          | Piero De Prà             |                             | Sindaco                 | -    |
| 1889          |               | Augusto Buzzati          |                             | Sindaco                 | -    |
| 1889          | 1891          | Gaetano de Bertoldi      |                             | Sindaco                 | -    |
| 1891          |               | Domenico Martini         |                             | Sindaco                 | -    |
| 1891          | 1893          | Fulcio Miari Fulcis      |                             | Sindaco                 | -    |
| 1894          | 1896          | Giovanni Maresio Bazolle |                             | Sindaco                 | -    |
| 1896          | 1897          | Riccardo Montalban       |                             | Sindaco                 | -    |
| 1897          | 1901          | Andrea Prosdocimi        |                             | Sindaco                 | -    |
| 1901          | 1902          | Carlo Zasso              |                             | Sindaco                 | -    |
| 1902          |               | Tommaso Miari Fulcis     |                             | Sindaco                 | -    |
| 1902          | 1905          | Feliciano Vinanti        |                             | Sindaco                 | -    |
| 1905          |               | Vincenzo Lugaresi        |                             | Commissario prefettizio | -    |
| 1906          | 1911          | Vittorio Zanon           |                             | Sindaco                 | -    |
| giugno 1911   | dicembre 1914 | Francesco Frigimelica    |                             | Sindaco                 | -    |
| dicembre 1914 | dicembre 1919 | Bortolo De Col Tana      |                             | Sindaco                 | -    |
| dicembre 1919 | novembre 1920 | Ettore Maiorca           |                             | Commissario prefettizio | -    |
| novembre 1920 | dicembre 1922 | Vincenzo Lante           | Partito Socialista Italiano | Sindaco                 | -    |
| dicembre 1922 |               | Paolo Carrari            |                             | Commissario prefettizio | -    |
| dicembre 1922 | dicembre 1924 | Edoardo Tomaiuoli        |                             | Commissario prefettizio | -    |
| dicembre 1924 | luglio 1925   | Erculiano Pizzoni        |                             | Commissario prefettizio | -    |
| luglio 1925   | gennaio 1927  | Valentino Del Nero       |                             | Commissario prefettizio | -    |
| gennaio 1927  | luglio 1929   | Antonio Dal Fabbro       | Partito Nazionale Fascista  | Podestà                 | -    |
| luglio 1929   | dicembre 1930 | Celso Accatino           |                             | Commissario prefettizio | -    |
| dicembre 1930 | maggio 1945   | Paolo Zampieri           | Partito Nazionale Fascista  | Podestà                 | -    |
| maggio 1945   | aprile 1946   | Decimo Granzotto         | Partito Socialista Italiano | Sindaco                 | -    |
| aprile 1946   | maggio 1946   | Corrado Zasso            | Partito Liberale Italiano   | Sindaco                 | -    |

## Repubblica Italiana (dal 1946)[1]
| Sindaci eletti dal Consiglio comunale (1946-1993)    | Sindaci eletti dal Consiglio comunale (1946-1993) | Sindaci eletti dal Consiglio comunale (1946-1993) | Sindaci eletti dal Consiglio comunale (1946-1993) | Sindaci eletti dal Consiglio comunale (1946-1993) | Sindaci eletti dal Consiglio comunale (1946-1993) | Sindaci eletti dal Consiglio comunale (1946-1993) | Sindaci eletti dal Consiglio comunale (1946-1993) | Sindaci eletti dal Consiglio comunale (1946-1993) |
| Nominativo                                           | Nominativo                                        | Partito                                           | Partito                                           | Giunta                                            | Giunta                                            | Mandato                                           | Mandato                                           | Elezioni                                          |
| Nominativo                                           | Nominativo                                        | Partito                                           | Partito                                           | Giunta                                            | Giunta                                            | Inizio                                            | Fine                                              | Elezioni                                          |
| ---------------------------------------------------- | ------------------------------------------------- | ------------------------------------------------- | ------------------------------------------------- | ------------------------------------------------- | ------------------------------------------------- | ------------------------------------------------- | ------------------------------------------------- | ------------------------------------------------- |
|                                                      | Vincenzo Lante                                    |                                                   | Partito Socialista Italiano                       |                                                   | PSI-PCI-PRI                                       | maggio 1946                                       | giugno 1951                                       | Elezione 1946                                     |
|                                                      | Adriano Barcelloni Corte                          |                                                   | Democrazia Cristiana                              |                                                   | DC-PSI-PSDI                                       | giugno 1951                                       | 1956                                              | Elezione 1951                                     |
|                                                      | Adriano Barcelloni Corte                          | DC                                                | Democrazia Cristiana                              | 1956                                              | 30 novembre 1957                                  | Elezione 1956                                     |                                                   |                                                   |
|                                                      | Annibale De Mas                                   |                                                   | Democrazia Cristiana                              |                                                   | DC                                                | Elezione 1956                                     | 30 novembre 1957                                  | 1960                                              |
|                                                      | Annibale De Mas                                   | DC-PSDI                                           | Democrazia Cristiana                              | 1960                                              | 1964                                              | Elezione 1960                                     |                                                   |                                                   |
|                                                      | Annibale De Mas                                   | DC-PSDI                                           | Democrazia Cristiana                              | 1964                                              | 8 maggio 1967                                     | Elezione 1964                                     |                                                   |                                                   |
|                                                      | Giambattista Marson                               |                                                   | Democrazia Cristiana                              |                                                   | DC                                                | Elezione 1964                                     | 8 maggio 1967                                     | 17 ottobre 1967                                   |
|                                                      | Gerardo Ranieri (Commissario prefettizio)         | –                                                 | –                                                 | –                                                 | –                                                 | 17 ottobre 1967                                   | 21 dicembre 1968                                  | –                                                 |
|                                                      | Piero Zanchetta                                   |                                                   | Democrazia Cristiana                              |                                                   | DC-PSI-PSDI                                       | 21 dicembre 1968                                  | 18 febbraio 1974                                  | Elezione 1968                                     |
|                                                      | Flavio Dalle Mule                                 |                                                   | Partito Socialista Democratico Italiano           |                                                   | PCI-PSI-PSDI-PRI                                  | 18 febbraio 1974                                  | 18 marzo 1974                                     | Elezione 1973                                     |
|                                                      | Giuseppe Viel                                     |                                                   | Democrazia Cristiana                              |                                                   | DC-PSI-PSDI-PRI                                   | 18 marzo 1974                                     | 9 luglio 1976                                     | Elezione 1973                                     |
|                                                      | Romolo Dal Mas                                    |                                                   | Partito Repubblicano Italiano                     |                                                   | DC-PSI-PRI                                        | 9 luglio 1976                                     | luglio 1979                                       | Elezione 1973                                     |
|                                                      | Giuseppe Viel                                     |                                                   | Democrazia Cristiana                              |                                                   | DC-PSDI                                           | luglio 1979                                       | 25 febbraio 1980                                  | Elezione 1979                                     |
|                                                      | Mario Neri                                        |                                                   | Democrazia Cristiana                              |                                                   | DC-PSDI-PRI-PLI                                   | 25 febbraio 1980                                  | ottobre 1983                                      | Elezione 1979                                     |
|                                                      | Gaetano Toscano                                   |                                                   | Partito Socialista Democratico Italiano           |                                                   | PCI-PSDI-PSI                                      | ottobre 1983                                      | 17 settembre 1984                                 | Elezione 1983                                     |
|                                                      | Mario Neri                                        |                                                   | Democrazia Cristiana                              |                                                   | DC-PSDI-PSI-PRI-PLI                               | 17 settembre 1984                                 | 15 marzo 1986                                     | Elezione 1983                                     |
|                                                      | Giovanni Crema                                    |                                                   | Partito Socialista Italiano                       |                                                   | DC-PSDI-PSI-PRI-PLI                               | 15 marzo 1986                                     | 18 luglio 1988                                    | Elezione 1983                                     |
|                                                      | Giovanni Crema                                    | DC-PSI-PLI-PRI                                    | Partito Socialista Italiano                       | 18 luglio 1988                                    | 10 aprile 1990                                    | Elezione 1988                                     |                                                   |                                                   |
|                                                      | Aldo Da Rold                                      |                                                   | Partito Repubblicano Italiano                     |                                                   | PSI-PCI-PRI-PSDI                                  | Elezione 1988                                     | 10 agosto 1990                                    | 22 dicembre 1990                                  |
|                                                      | Gianclaudio Bressa                                |                                                   | Democrazia Cristiana                              |                                                   | DC-PSI-PSDI                                       | Elezione 1988                                     | 22 dicembre 1990                                  | 22 giugno 1993                                    |
| Sindaci eletti direttamente dai cittadini (dal 1993) |                                                   |                                                   |                                                   |                                                   |                                                   |                                                   |                                                   |                                                   |
| Nominativo                                           | Nominativo                                        | Partito                                           | Partito                                           | Coalizione                                        | Coalizione                                        | Mandato                                           | Mandato                                           | Elezione                                          |
| Nominativo                                           | Nominativo                                        | Partito                                           | Partito                                           | Coalizione                                        | Coalizione                                        | Inizio                                            | Fine                                              | Elezione                                          |
|                                                      | Maurizio Fistarol                                 |                                                   | Partito Democratico della Sinistra                |                                                   | PDS-FdV                                           | 20 giugno 1993                                    | 28 aprile 1997                                    | Elezione 1993                                     |
|                                                      | Maurizio Fistarol                                 | I Democratici                                     |                                                   | PDS-PPI-SI-FdV                                    | 28 aprile 1997                                    | 4 aprile 2001                                     | Elezione 1997                                     |                                                   |
|                                                      | Giuseppe Sacchi (Commissario prefettizio)         | –                                                 | –                                                 | –                                                 | –                                                 | 4 aprile 2001                                     | 28 maggio 2001                                    | –                                                 |
|                                                      | Ermano De Col                                     |                                                   | Democratici di Sinistra                           |                                                   | DS-PRC-PPI                                        | 28 maggio 2001                                    | 13 giugno 2006                                    | Elezione 2001                                     |
|                                                      | Celeste Bortoluzzi                                |                                                   | Forza Italia                                      |                                                   | FI-LN-AN-L. civiche                               | 13 giugno 2006                                    | 15 settembre 2006                                 | Elezione 2006                                     |
|                                                      | Franco Gidoni (Vicesindaco f.f.)                  |                                                   | Lega Nord                                         | 15 settembre 2006                                 | FI-LN-AN-L. civiche                               | 29 maggio 2007                                    |                                                   | Elezione 2006                                     |
|                                                      | Antonio Prade                                     |                                                   | Forza Italia poi Il Popolo della Libertà          |                                                   | FI-LN-AN-UDC-L. civiche                           | 29 maggio 2007                                    | 22 maggio 2012                                    | Elezione 2007                                     |
|                                                      | Jacopo Massaro                                    |                                                   | Indipendente                                      |                                                   | L. civiche                                        | 22 maggio 2012                                    | 26 giugno 2017                                    | Elezione 2012                                     |
|                                                      | Jacopo Massaro                                    | L. civiche                                        | Indipendente                                      | 27 giugno 2017                                    | 17 giugno 2022                                    | Elezione 2017                                     |                                                   |                                                   |
|                                                      | Oscar De Pellegrin                                |                                                   | Indipendente                                      |                                                   | FdI-Lega-L. civiche                               | 17 giugno 2022                                    | in carica                                         | Elezione 2022                                     |